# Коњи Светог Марка
Коњи Светог Марка (итал. Cavalli di San Marco), такође познати као Тријумфалне квадриге, су ансамбл четири римске бронзане статуе коња, првобитно постављене као споменик који приказује квадриге (кочије са четири коња коришћене за трке кочија). Коњи су постављени на фасади зграде, на лођу над тремом, у Базилици Сан Марко у Венецији, након пљачке Цариграда 1204. године. Они су остали тамо до Наполеонове пљачке 1797. године, али су враћени 1815. године. Скулптуре су скинуте са фасаде и стављене унутар Базилике Светог Марка за потребе заштите, уз постављање реплика на њиховој позицији на лођи.

## Порекло
Ове јединствене скулптуре из класичне антике настале су у Римско доба, по некима од средине 2. века наше ере до 3. века, или, вероватније, у хеленистичко доба. Датирање радио-угљеником говори да нису настале пре 2. века пре наше ере. Постоје експерти које скулптуре приписују старијем добу, 4. веку п. н. е, и вајару Лисипу. Чувена Коњичка статуа Марка Аурелија у Риму, из око 175. године нове ере, може да служи као поређење.
Коњи су, вероватно, били на врху славолука или неке друге величанствене зграде, можда, по наређењу цара Септимјуса Северуса. Они су првобитно били направљени за Источне престонице Константинопоља, и дошли су тамо касније.
Иако названи бронзани, физичко-хемијска анализа показује да су они 96,67% од бакра, па их треба третирати као нечисти бакар, а не бронзу. Високи садржај бакра подигао је температуру топљења на 1200-1300 °C. Оваква легура је одабрана да би квалитет позлате, уз коришћење живе, био бољи. То сугерише да су скулптуре вероватније израђене у римском, него у хеленистичком добу. Максимална висина коња је 238 центиметара. Дуги су 252 центиметра. Сваки од њих је тежак 850 до 900 килограма.

## Историја
Могуће је да су ови коњи били украс Хадријановог маузолеја у Риму до епохе готских ратова, од када се зна да су коњи, заједно са квадригама, били изложени на Хиподрому у Константинопољу. Они су били тамо све до 1204, када су их узеле млетачке снаге као део пљачке престонице Византијског царства, у четвртом крсташком рату. Огрлице на четири коња су додате 1204. године, како би се сакрило да су животињама одсечене главе, како би оне могле бити транспортоване из Цариграда у Венецију. Убрзо након четвртог крсташког рата, дужд Енрико Дандоло послао је коње у Венецију, где су били постављени на тераси фасаде Базилике Свети Марко 1254. године. Петрарка им се дивио тамо.
Године 1797, Наполеон је коње насилно уклонио из базилике и однео у Париз, где су се користили у дизајну Тријумфалне капије на тргу Карусел, заједно са квадригама.
Коње је 1815. вратио у Венецију капетан Думареск. Борио се у бици код Ватерлоа, и био је са савезничким трупама у Паризу. Ту га је послао Цар Аустрије Франц II, да врати коње у Венецију. За вешт начин на који је обавио овај посао Цар му је дао златну табакеру са својим иницијалима на дијамантима на поклопцу.
Коњи су остали на том месту све до почетка 1980-их, када је штета од загађеног ваздуха присилила стручњаке да их замене идентичним копијама. Од тада, оригинали су изложени унутар базилике.